# Lillington, North Carolina
Lillington är administrativ huvudort i Harnett County i North Carolina. Orten har fått sitt namn efter Alexander Lillington som tjänstgjorde i amerikanska frihetskriget. Lillington hade 3 194 invånare enligt 2010 års folkräkning.

## Kända personer från Lillington
- Robert Burren Morgan, politiker